# Урикари (Васлуј)
Урикари (рум. Uricari) насеље је у Румунији у округу Васлуј у општини Воинешти. Oпштина се налази на надморској висини од 261 m.

## Становништво
Према подацима из 2002. године у насељу је живело 75 становника, од којих су сви румунске националности.